# Einar K. Guðfinnsson

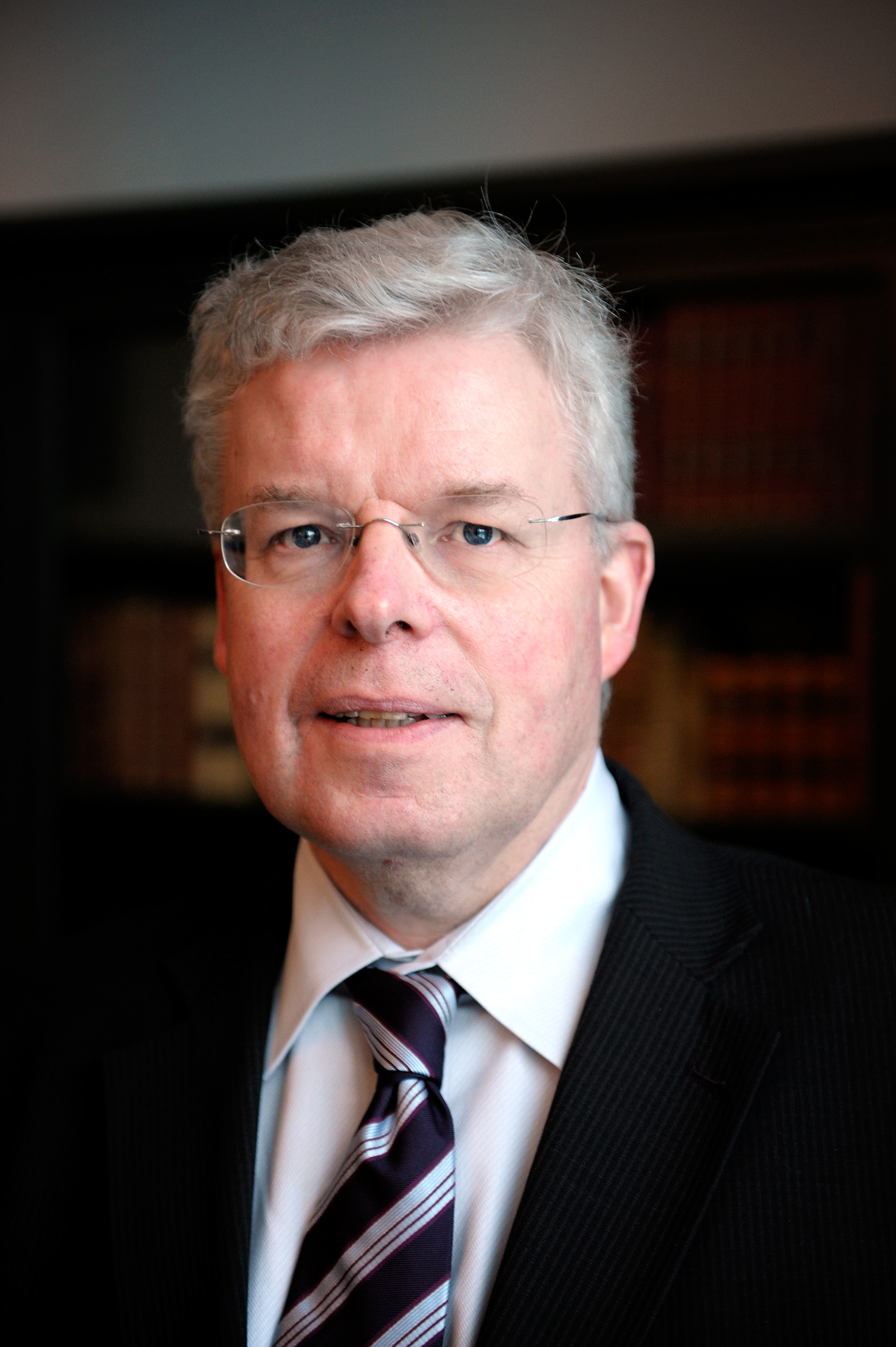
Einar Kristinn Guðfinnsson, vor 2010

Einar Kristinn Guðfinnsson (deutsche Transkription Einar Kristinn Gudfinnsson, * 2. Dezember 1955 in Bolungarvík) ist ein isländischer Politiker (Unabhängigkeitspartei).
Er war von 1991 bis 2016 Abgeordneter des isländischen Parlaments Althing, seit 2003 vertrat er den Nordwestlichen Wahlkreis. In den Jahren 2005 bis 2007 war er Minister für Fischerei, anschließend bis 2009 für Fischerei und Landwirtschaft. Seit 2013 war er Parlamentspräsident des Althing sowie Vorsitzender des Sonderausschusses für die Geschäftsordnung des Parlaments. Zur Parlamentswahl in Island 2016 trat Einar K. Guðfinnsson nicht mehr an.